# 生放送だよ!JFNオールスターズ全員集合!?2005
『生放送だよ!JFNオールスターズ全員集合!?2005』（なまほうそうだよ ジェイエフエヌ オールスターズぜんいんしゅうごう にせんご）は、2005年1月1日1:00から5:00（放送上は2004年12月31日の25:00-29:00）までJFNスタジオから全国に発信された、4時間の単発特別ラジオ番組。主に、MEGA HITS RADIOとIR3 JAPANをネットしている各局に発信されたが、局によって自社特番を放送したため、ネットされなかった局もあったが、全国ネットのラジオ番組である。
この翌年はTOKYO FM制作の『SCHOOL OF LOCK!』をベースとした『SCHOOL OF LOCK! NEW YEAR'S SPECIAL「ONE!」』を放送することとなり、JFNC単独での放送ではなくなった。それを前に3月末をもって『BPR5000』と『IR3 JAPAN』は放送を終了してしまったため、リスナーからツッコミが入ったこともある。2009年度は『やまだひさしのラジアンリミテッドDX』と『DAY BREAK SPECIAL』となるなど、既存の番組の特別版での編成が続き、完全オリジナルの正月特番は2022年元旦（放送上は2021年12月31日の25:00-29:00）まで放送されなかった。

## パーソナリティ
- 井門宗之（総合司会）
- 蒲田健（Good Morning! That's Wakeman Show）
- 船守さちこ（Open Sesame!、ミュージケラ）
- 山川牧（Open Sesame!）
- つるの剛士（BPR5000）
- わたなべヨシコ（IR3 JAPAN）

## おもなコーナーと、ネット飛び乗り、飛び降り局

### 1時台
- オープニング - やまだひさしに生電話したが、冒頭の状況を聴いて引いていた。蒲田が『マツケンサンバⅡ』を『ガマケンサンバ』として熱唱した。
- Good Morning! That's Wakeman Show（パロディー）
蒲田健、つるの剛士
- ニュースコーナーと5時台、6時台のパロディー
- Open Sesame!（パロディー）
山川牧、船守さちこ、井門宗之
- Bland-New Iのパロディー
- 1:52〜2:00メール紹介

### 2時台
- BPR5000（パロディー）
つるの剛士、蒲田健
月曜人気コーナー“変なおじさんBest5”のパロディー。だったのだが、酔いの回った蒲田によってつぶされた。
- IR3 JAPAN（パロディー）
わたなべヨシコ、井門宗之
画像ください!!のパロディー
- 2:52〜3:00メール紹介

2時台ネット飛び乗り
Kiss-FM KOBE、FM新潟

### 3時台
- 新春!みんなでお年玉をうばい取れ!一致団結ゲーム!!
お題をクリアすればお年玉5000円がゲット!全額では、40000円ゲット!!できたはずなのだが、努力もむなしく15000円となってしまった。ちなみに、獲得した賞金はすべて新潟県中越地震の被災者に寄付された。

- 勝ち残るのは誰だ?!DJバトルロイヤル
ここで、いくつかのゲームを出し、失敗したら、その場で、マイクがオフになる。
最後に残った1人が番組進行。つるの剛士が勝者。3:52ごろまで1人で番組進行。
つるの剛士は、FAX番号を言うときに間違えてJFNの電話番号ではなく、BPR5000で言いなれているTFMのFAX番号を言ってしまった。同じく、メールアドレスも特番用サイト（語尾が「/special」）をBPRサイト（語尾が「/bpr」）とも発言した。
- 3:52〜4:00メール紹介

3時台ネット飛び乗り
- FM群馬、FMとやま、FM福井

### 4時台
- メール紹介
- エンディング